# عبد الحميد الرفاعي
عبد الحميد عودة الرفاعي (1954 - 26 يونيو 2015)، ممثل كويتي. دخل المجال الفني في مطلع السبعينات.

## أعماله
- فارس مع النفاذ
- الثمن
- البيت المسكون
- أشياء لا تشترى
- قلوب حائرة
- راعي الديوانية
- مسك وعنبر
- بين عصرين
- عتيج الصوف
- فريج صويلح
- عالم الإي تي من
- الدار
- رحلة بوبلال
- كرت أحمر
- زحف العقارب
- الشريب بزة
- شعرة على الكتف
- بقدر ما تحمله النفوس
- سوق المقاصيص
- الخطر معهم
- وين ما أطقها عوية
- سنطرون بنطرون
- عودة السندباد
- ما يبقى غير الحب
- عندما تشتعل الثلوج
- القرار الأخير
- إثنان على الطريق
- من المتهم
- صالح تحت التدريب
- عرس الغد
- العقاب
- طش ورش
- مرآه الزمان
- الانحراف
- بو مرزوق
- للحياة بقية
- مدينة الرياح
- على الدنيا السلام - مبروكه ومحظوظه
- أبو الفلوس
- المغامرون الثلاثة
- الجوهرة والصياد
- المتوحشة
- العتاوية
- مذكرات جحا

## وفاته
توفي في يوم الجمعة 26 يونيو 2015 الموافق 9 رمضان 1436هـ إثر مقتله في عملية تفجير مسجد الإمام الصادق خلال هجوم إرهابي.

## روابط خارجية
- عبد الحميد الرفاعي على موقع قاعدة بيانات الأفلام العربية